# Herrenmühlenschleuse
Die Herrenmühlenschleuse oder auch Badschleuse ist eine denkmalgeschützte Schleuse an einem Nebenarm der Saale in der Stadt Weißenfels in Sachsen-Anhalt. Im örtlichen Denkmalverzeichnis ist das Gebäude unter der Erfassungsnummer 094 66141 als Baudenkmal verzeichnet.

## Geschichte
Die Herrenmühlenschleuse wurde im Rahmen des Großprojektes der Schiffbarmachung von der Saale bis zur Unstrut gebaut. Mit der Fertigstellung dieser Schleuse im Jahr 1823 wurde das Großprojekt vollendet. Sie ist neben der Schleuse an der Beuditzmühle und an der Brückmühle eine von drei Schleusen im Weißenfelser Stadtgebiet. Sie ist die jüngste der drei Schleusen, denn die anderen beiden entstanden in den 1790er Jahren und sie ist die nördlichste. Der Bau der Schleuse wurde aufgrund des Wehres der Herrenmühle, auch gleichzeitig Namensgeber der Schleuse ist, notwendig. Mit dem Bau der Schleuse wurde 1821 begonnen und am 16. November 1823 fand die Eröffnung statt. In unmittelbarer Nähe entstand ab 1824 eine Kuranlage samt Badehaus, woraus sich der zweite Bezeichnung als Badschleuse ableitet.

## Beschreibung
Die Herrenmühlenschleuse ist eine Kammerschleuse. Zum Verschließen der Schleusenkammer dienen Stemmtore, die über Torstangen und einem mechanischen Antrieb geöffnet und geschlossen werden. In den 1960er Jahren erhielt die Schleuse elektrische Antriebe. Während der Modernisierung im Jahr 1991 wurden die alten Holztore gegen neue Stahltore ausgetauscht. Da der Fluss hier keine Bundeswasserstraße mehr ist, steht die touristische Nutzung im Vordergrund. Wassersportler mit Booten bis zu einem Meter Tiefgang sollen hier die Saale noch befahren können.
- Siehe auch: Liste der Schleusen der Saale